# Astrobiologia

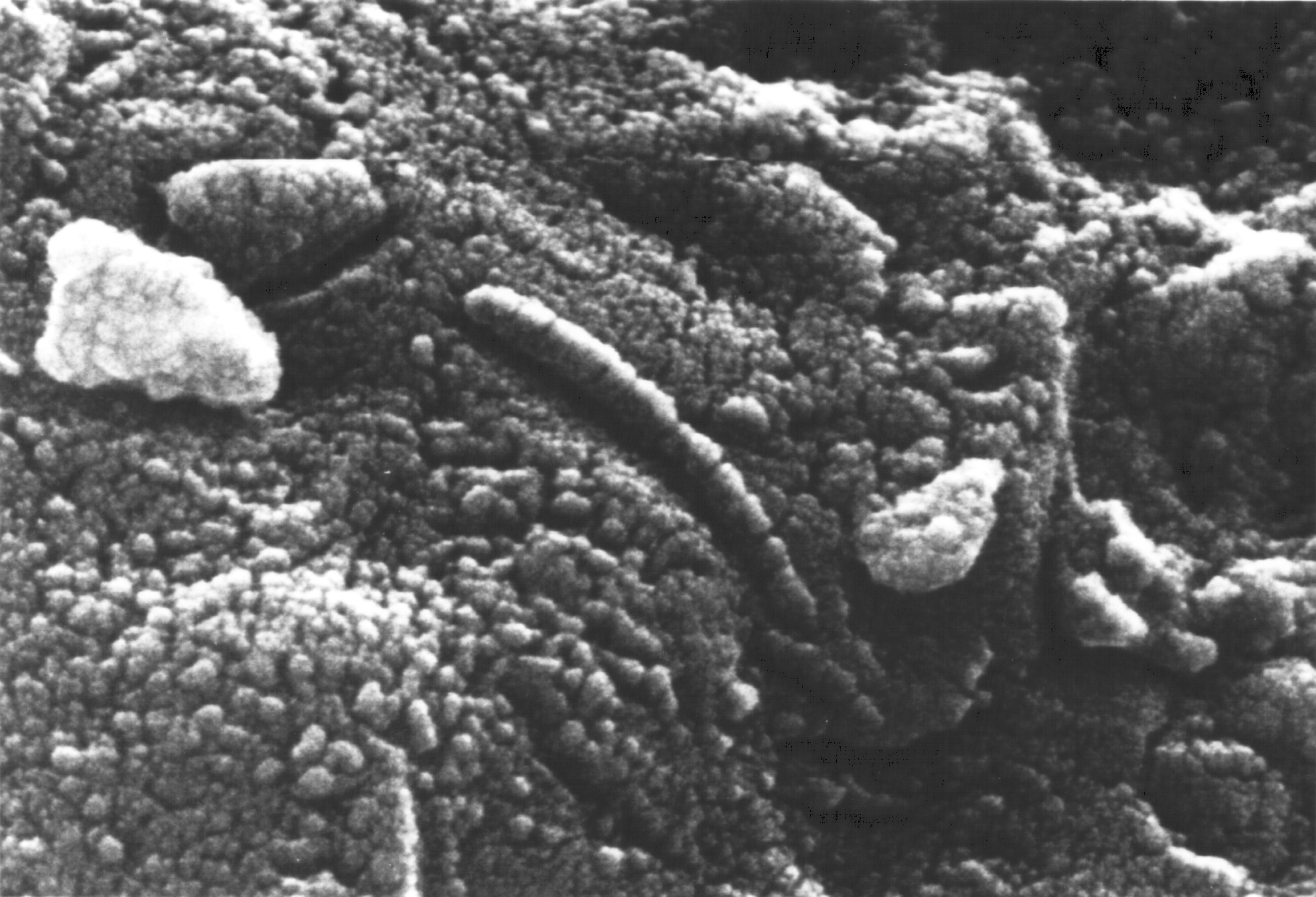
Zdjęcie meteorytu ALH 84001, z mikroskopijnymi strukturami wobec których spekuluje się, iż mogłyby być skamieniałościami żywych organizmów.

Astrobiologia, egzobiologia, kosmobiologia, ksenobiologia – dział biologii badający spekulowane życie pozaziemskie: jego rozpowszechnienie, pochodzenie, ewolucję i przyszłość.
Przedmiotu astrobiologii dotychczas nie wykryto, przez co skupia się ona na zwiększaniu szans takiej obserwacji. Bada możliwości przetrwania żywych organizmów w ekstremalnych warunkach, weryfikuje hipotezy dotyczące powstania życia na Ziemi, poszukuje miejsc, w których mogłoby rozwijać się życie w Układzie Słonecznym i poza nim oraz rozwija techniki pozwalające wykryć życie za pomocą obserwacji astronomicznych.

## Wprowadzenie

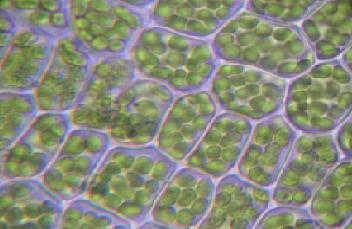
Chloroplasty w komórkach roślinnych. Astrobiologia stara się odpowiedzieć na pytanie, czy życie może być oparte na innych strukturach niż ziemskie.

Słowo astrobiologia pochodzi od stgr. ἄστρον, astron, „gwiezdny”; stgr. βίος, bios, „życie”; i stgr. -λογία, -logia, „badania”. Inne nazwy astrobiologii powstają z użycia innych pierwszych członów. Egzobiologia od stgr. Έξω, „zewnętrzny”, kosmobiologia od „kosmos”, ksenobiologia od stgr. ξένος „obcy”.
Przed epoką lotów kosmicznych, szanse znalezienia życia poza Ziemią były szacowane bardzo wysoko. Astronomowie próbowali wykryć życie na innych planetach co najmniej od XIX wieku. Giovanni Schiaparelli w 1877 roku ogłosił odkrycie kanałów na Marsie, które miałyby świadczyć o istnieniu tam cywilizacji (ostatecznie okazały się złudzeniem). Wraz z początkiem ery kosmicznej stało się możliwe poszukiwanie śladów życia bezpośrednio na innych planetach. Sondy kosmiczne wysyłane w drugiej połowie XX wieku na Marsa i Wenus miały za zadanie poszukiwanie śladów życia na tych planetach. Wszystkie te misje nie wykryły jednak obecności żywych organizmów. Jednocześnie ujawniły, że warunki panujące na innych planetach Układu Słonecznego nie sprzyjają przetrwaniu ziemskich organizmów. Zmniejszyło to znacznie oczekiwania odkrycia istnienia życia ziemskich organizmów poza Ziemią.
Pod koniec XX wieku, odkrycie różnorodnych ekstremofili, mogących przetrwać w takich warunkach, spowodowało rewizję tych wniosków. Jednocześnie odkrycie dowodów istnienia wody na powierzchni Marsa wywołało nadzieję, że mogłoby tam rozwinąć się życie podobne do ziemskiego. Po odkryciu w XXI wieku tysięcy planet pozasłonecznych zwiększyło się zainteresowanie poszukiwaniem życia na tychże planetach. Życie poza Ziemią, gdzie są inne warunki biotyczne, może różnić się istotnie od życia na Ziemi i zasiedlać biotopy niedostępne dla organizmów ziemskich.

## Metodologia

### Astronomia

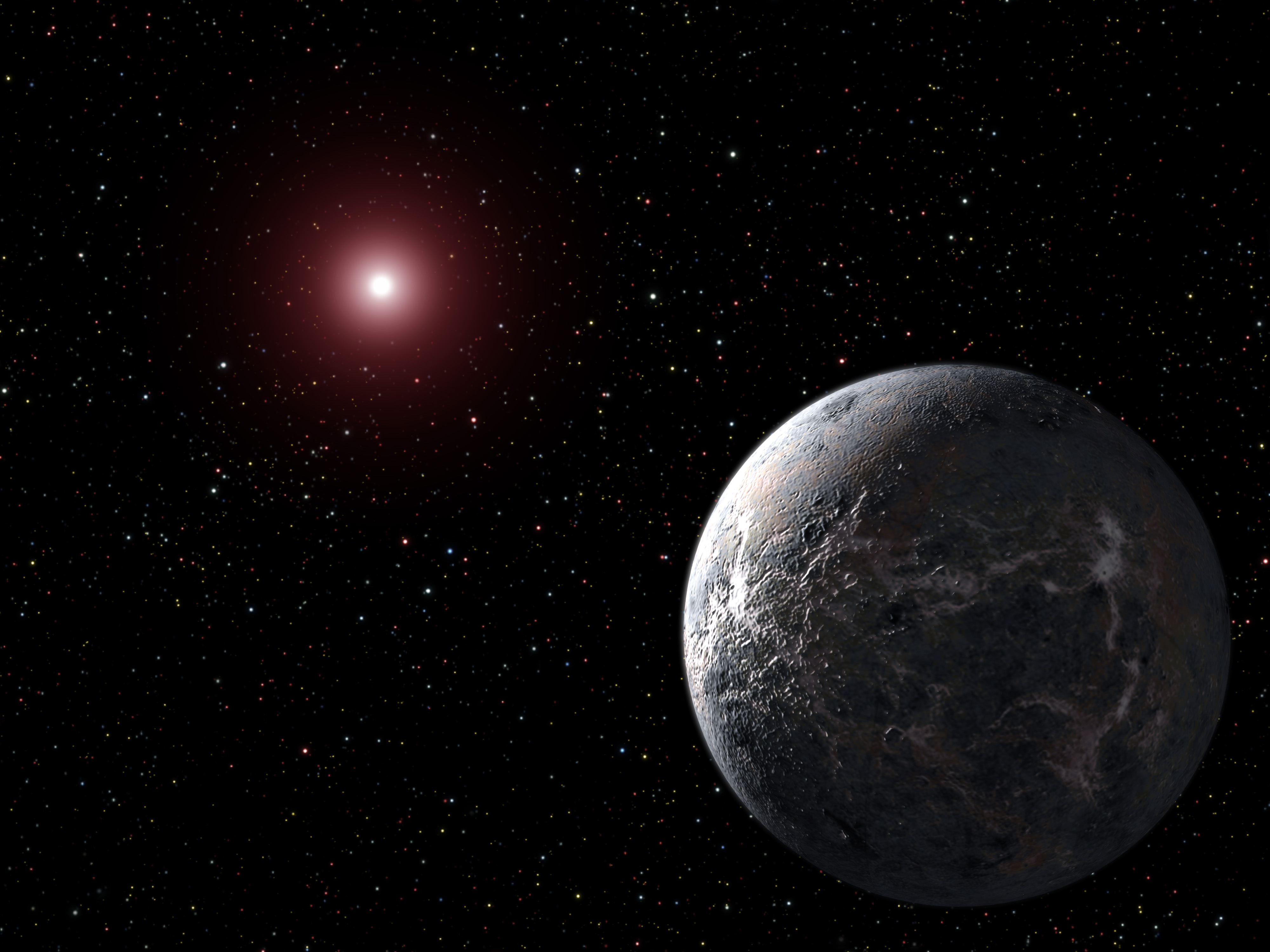
Artystyczna wizja planety pozasłonecznej OGLE-2005-BLG-390Lb w odległości 20 tys. lat świetlnych od Ziemi.

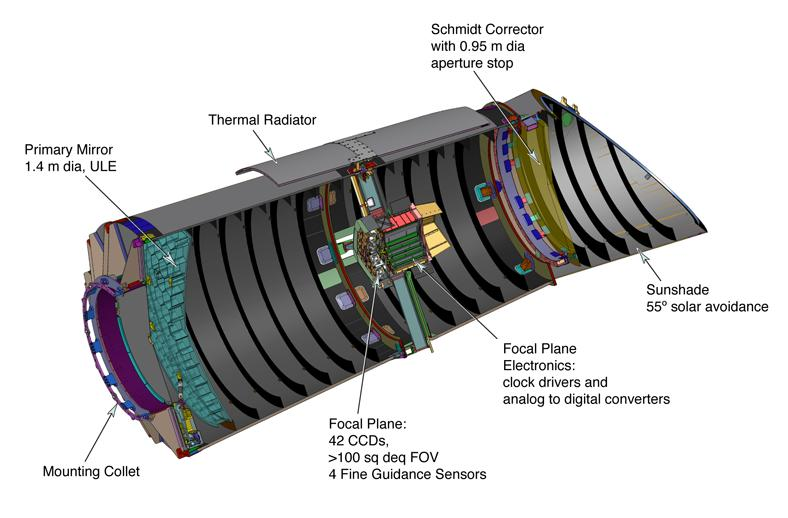
Kosmiczny Teleskop Keplera, który w latach 2009-2018 poszukiwał planet pozasłonecznych.

Poszukując śladów życia poza Układem Słonecznym, astrobiologia skupia się głównie na poszukiwaniu planet pozasłonecznych, opierając się na hipotezie, że największe szanse znalezienia życia są na planetach podobnych do Ziemi. Takich planet poszukuje od 2009 roku Kosmiczny Teleskop Keplera. W przeszłości planowane były kolejne programy kosmiczne poświęcone temu celowi: Terrestrial Planet Finder oraz Darwin. Obie zostały anulowane w 2007 roku.
Po wykryciu planety podobnej do Ziemi, kolejnym krokiem będzie bezpośrednia obserwacja światła odbitego od planety i analiza jego widma. Umożliwi to określenie składu chemicznego jej atmosfery i powierzchni, co da wskazówki na temat możliwości istnienia tam życia. Działający w NASA zespół Virtual Planet Laboratory opracowuje komputerowe modele potencjalnych planet, aby przewidzieć, jakiego widma mogą oczekiwać przyszłe kosmiczne teleskopy. Jeśli obserwowane widmo planety będzie ulegać sezonowym zmianom, może to być cenną wskazówką dotyczącą istnienia na niej organizmów żywych.

### Biologia

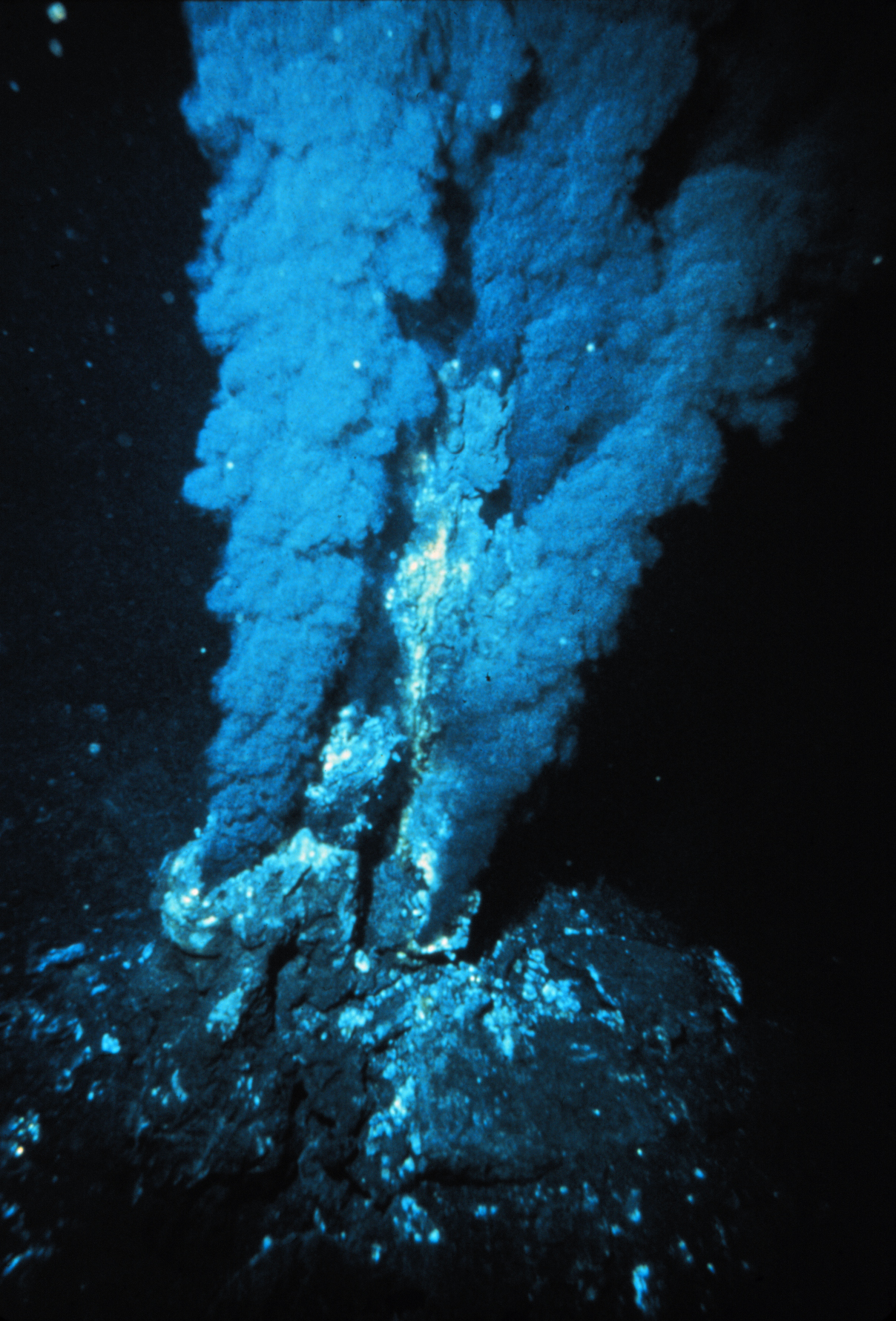
Kominy hydrotermalne są przykładem środowiska, w którym rozwijają się ekstremofile na Ziemi. Analogiczne formacje na innych planetach mogą zapewniać podobne warunki dla potencjalnie żyjących tam organizmów.

Do lat 70. XX wieku, w biologii przeważała opinia, że życie na Ziemi jest całkowicie zależne od energii pochodzącej ze Słońca. Rośliny wykorzystują tę energię w procesie fotosyntezy cukrów, a zwierzęta wykorzystują te cukry, zjadając rośliny. Podejrzewano, że nawet zwierzęta żyjące na dnie oceanów, gdzie nie dociera światło Słońca, muszą żywić się szczątkami organizmów pochodzących z tego łańcucha pokarmowego. Jednak w 1977 roku, naukowcy odkryli kolonię wieloszczetów, małży i skorupiaków żyjących w otoczeniu komina hydrotermalnego na Galapagos, całkowicie niezależną od światła słonecznego. Podstawą jej łańcuchów pokarmowych, zamiast roślin, były bakterie odżywiające się za pomocą chemosyntezy. Pokazało to, że życie może rozwijać się bez obecności światła, jeśli jest dostępna woda i przepływ energii.
Od tego czasu odkryto wiele gatunków ekstremofili, które obecnie są w centrum zainteresowania astrobiologii. Znane są gatunki, które żyją w lodzie, temperaturach powyżej 100 °C, kwasach, radioaktywnej wodzie chłodzącej reaktory atomowe, kryształach soli, toksycznych odpadach i wielu innych środowiskach, które wcześniej uważano za uniemożliwiające życie. Odkryto również gatunki, które przeżywają wystawienie na próżnię i promieniowanie kosmiczne. Poza organizmami jednokomórkowymi, takimi jak drożdże, są wśród nich również porosty i niesporczaki.

### Chemia
Jednym z zagadnień astrobiologii jest poszukiwanie związków chemicznych, które zdradzają istnienie życia. Zależą one od tego, na jakich związkach chemicznych jest to życie oparte. Całe życie istniejące na Ziemi oparte jest na związkach węgla i jest on uważany za najprawdopodobniejszą podstawę dla życia. Wśród znanych pierwiastków chemicznych, tylko węgiel i krzem mogą stanowić trzon wystarczająco długich cząsteczek, aby przenosić informację biologiczną. Węgiel jest czwartym najpowszechniej występującym pierwiastkiem we Wszechświecie (po wodorze, helu i tlenie) i występuje około dziesięciokrotnie częściej, niż krzem. Węgiel wchodzi też w reakcje chemiczne łatwiej niż krzem, umożliwiając różnorodność reakcji wykorzystywanych w metabolizmie. Znane organizmy żywe wykorzystują miliony różnych związków, w których węgiel łączy się z wodorem, tlenem, azotem, fosforem i siarką, dodatkowo wbudowując w cząsteczki atomy metali, takich jak żelazo, magnez i cynk. Związki krzemu są mniej uniwersalne.
Choć pozaziemskie życie może być zbudowane z innych cząsteczek, niż występujące na Ziemi, sama obecność odpowiednich pierwiastków chemicznych może zdradzać jego obecność.

### Planetologia
Planetologia, czyli nauki planetarne, obejmują geologię różnych ciał niebieskich, takich jak planety, planetoidy i komety. Od zjawisk geologicznych, zachodzących w ich wnętrzu i na powierzchni, zależy obecność na nich związków chemicznych umożliwiających życie, pola magnetycznego chroniącego życie przed promieniowaniem kosmicznym, oraz możliwość powstania atmosfery i hydrosfery.

## Życie w Układzie Słonecznym

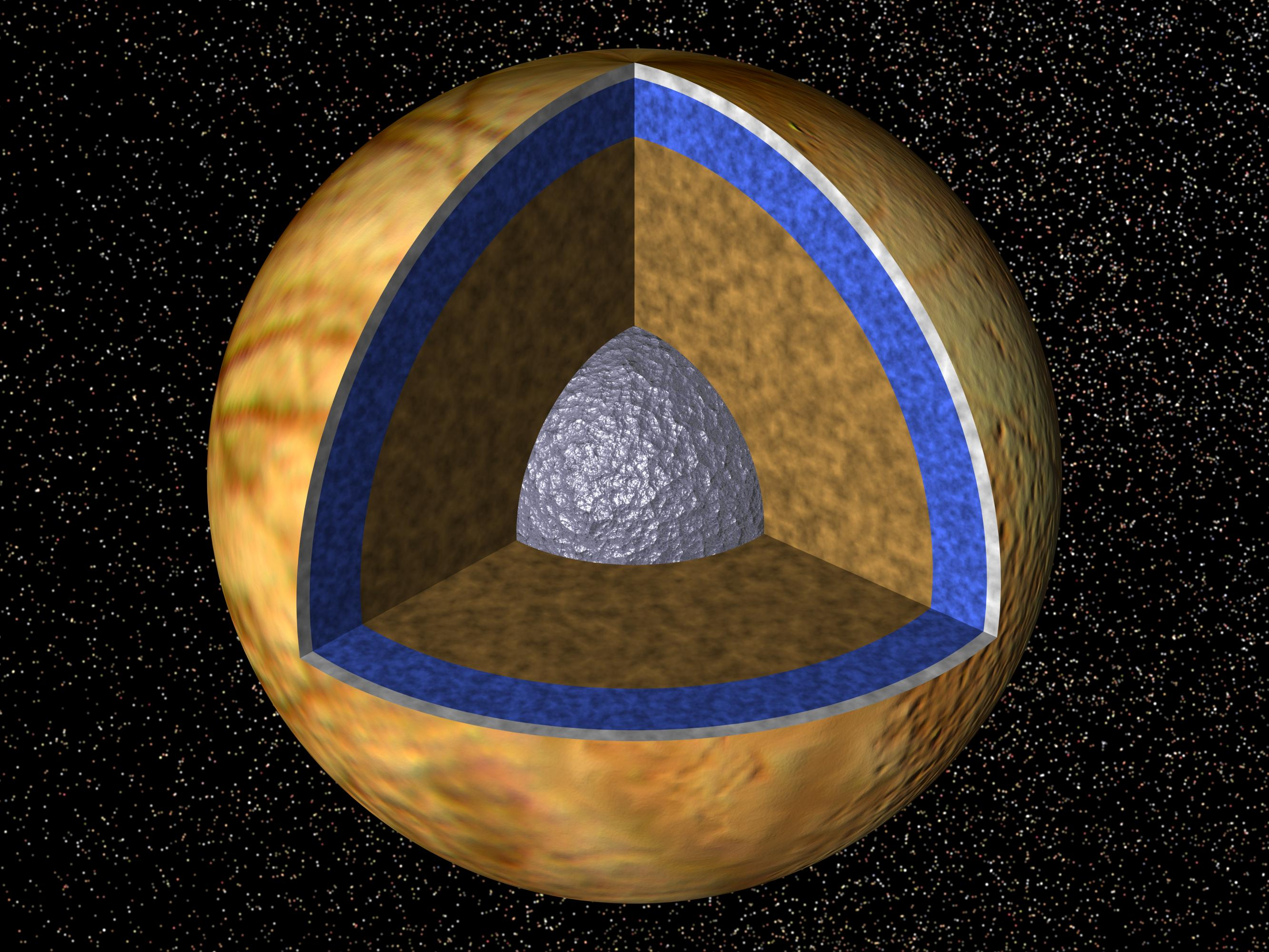
Europa, posiadająca głęboki ocean pod lodową powierzchnią, jest rozważana jako potencjalne miejsce, w którym mogą żyć bakterie.

Aktualnie, cztery miejsca w Układzie Słonecznym są uważane za najbardziej przyjazne dla pozaziemskiego życia. Są to: Mars, księżyc Jowisza, Europa i księżyce Saturna, Tytan i Enceladus.
W przypadku Marsa i Europy podstawą do ich rozważania jest występowanie tam wody w stanie ciekłym. Na Marsie odkryto czapy lodowe oraz koryta rzek, sugerujące, że woda mogła tam, przynajmniej okresowo, płynąć po powierzchni i ewentualnie pod powierzchnią, w okolicach źródeł termalnych. Na Europie (i Enceladusie) występuje prawdopodobnie głęboki ocean pod zewnętrzną warstwą lodu. Ta woda może być utrzymywana w stanie ciekłym dzięki podwodnym wulkanom, które mogłyby też być źródłem energii potrzebnej do życia organizmom podobnym do znajdowanych wokół ziemskich kominów hydrotermalnych.
Tytan jest ciałem niebieskim szczególnie przypominającym Ziemię. Jest jedynym poza naszą planetą, na którego powierzchni odkryto jeziora – choć zamiast wody zawierają one etan i metan. Pod stanowiącą jego powierzchnię skorupą lodu, może znajdować się ocean, zwierający prócz wody także amoniak.
W 2012 na Marsie wylądował pojazd Curiosity, który za pomocą różnorodnych instrumentów badawczych szuka śladów przeszłego lub obecnego życia. Podobne zadanie ma wystrzelona w 2016 sonda ExoMars, zbudowana przez Europejską Agencję Kosmiczną.